# Вилхелм фон Тюбинген (граф на Гисен)
Вилхелм фон Тюбинген-Гисен (на немски: Wilhelm I von Tübingen-Giessen; * ок. 1190; † 28 септември 1256) е граф на Тюбинген-Гисен.

## Живот
Той е най-малкият син на пфалцграф Рудолф I фон Тюбинген (1160 – 1219) и съпругата му Матилда фон Глайберг-Гисен (1150 – 1206), наследничка на Гисен, дъщеря на граф Вилхелм фон Глайберг († 1158) и Салома фон Изенбург-Гисен († 1197). Брат е на пфалцграф Хуго III/V († 1216), пфалцграф Рудолф II фон Тюбинген († 1247) и на Матилда, омъжена за граф Улрих фон Хоенберг.
Вилхелм и брат му Рудолф II си поделят собствеността. Вилхелм наследява от майка си Графство Гисен.
С брат си Хуго той е през 1214 г. при император Фридрих II в лагера при Юлих. Вилхелм и брат му пфалцграф Рудолф II са с други графове на 8 януари 1224 г. при римския крал Хайнрих VII във Вормс, на 5 април 1227 г. в Опенхайм и на 1 май в Хагенау. Той прави дарения на манастири.

## Фамилия
Вилхелм I се жени за Вилибирг фон Вюртемберг († 1252), дъщеря на граф Херман фон Вюртемберг (или на граф Хартман I фон Вюртемберг). Те имат децата:
- Рудолф I (IV) († 1277), граф на Тюбинген-Бьоблинген, женен за Луитгард фон Калв, дъщеря на граф Готфрид III, лотарингски пфалцграф († 1262)
- Улрих I († 1283), граф на Тюбинген-Асперг, женен за Елизабет фон Феринген († 1264)
- Аделхайд († ок. 1236), омъжена 1236 г. за Куно III фон Мюнценберг († 1244)
- Хайлвиг фон Тюбинген-Гисен († сл. 1294), омъжена пр. 10 октомври 1258 г. за граф Лудвиг фон Изенбург-Клееберг-Гренцау, бургграф на Гелнхаузен († ок. 1304)